# El Puente (Zamora)

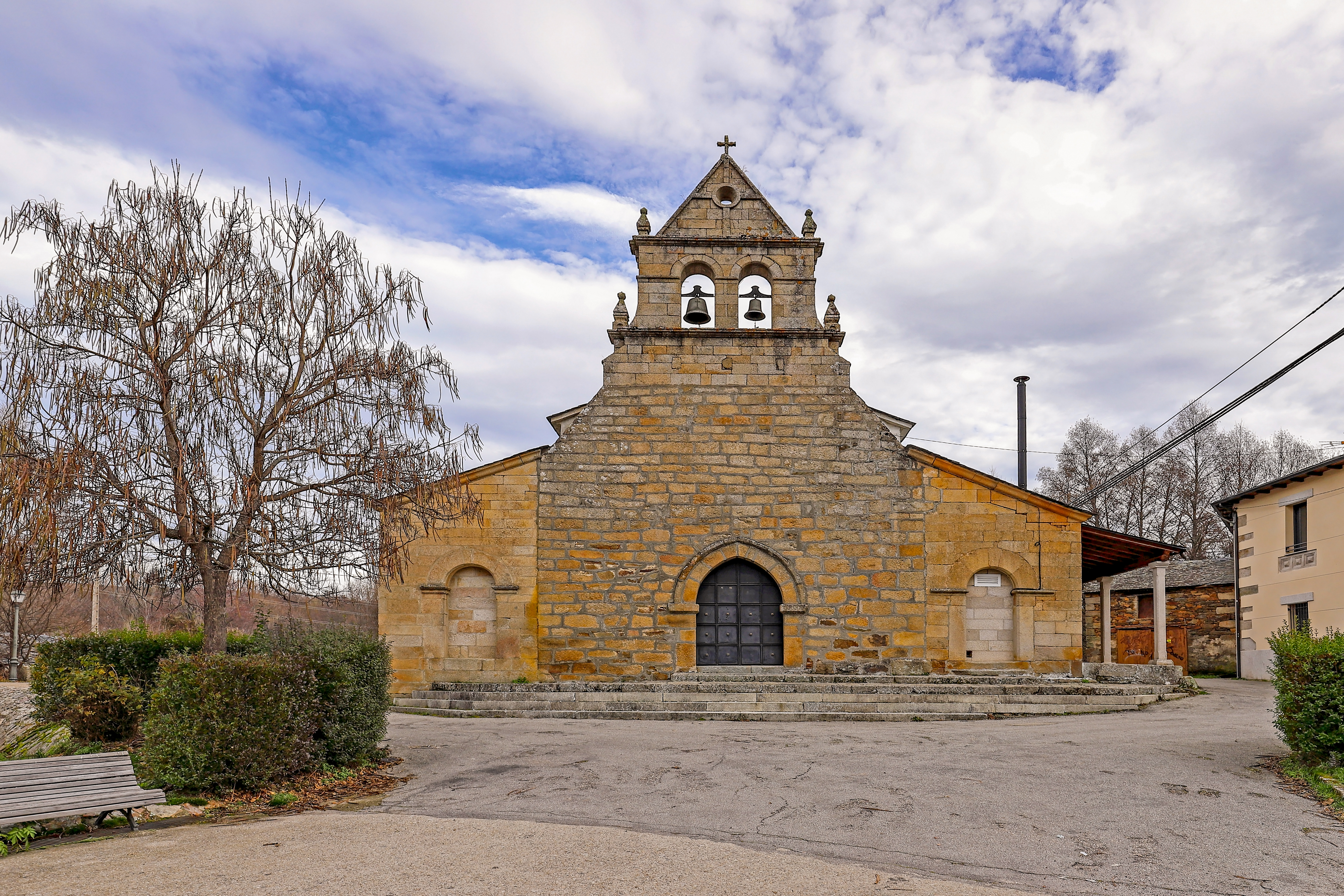
Iglesia Nuestra Señora del Puente

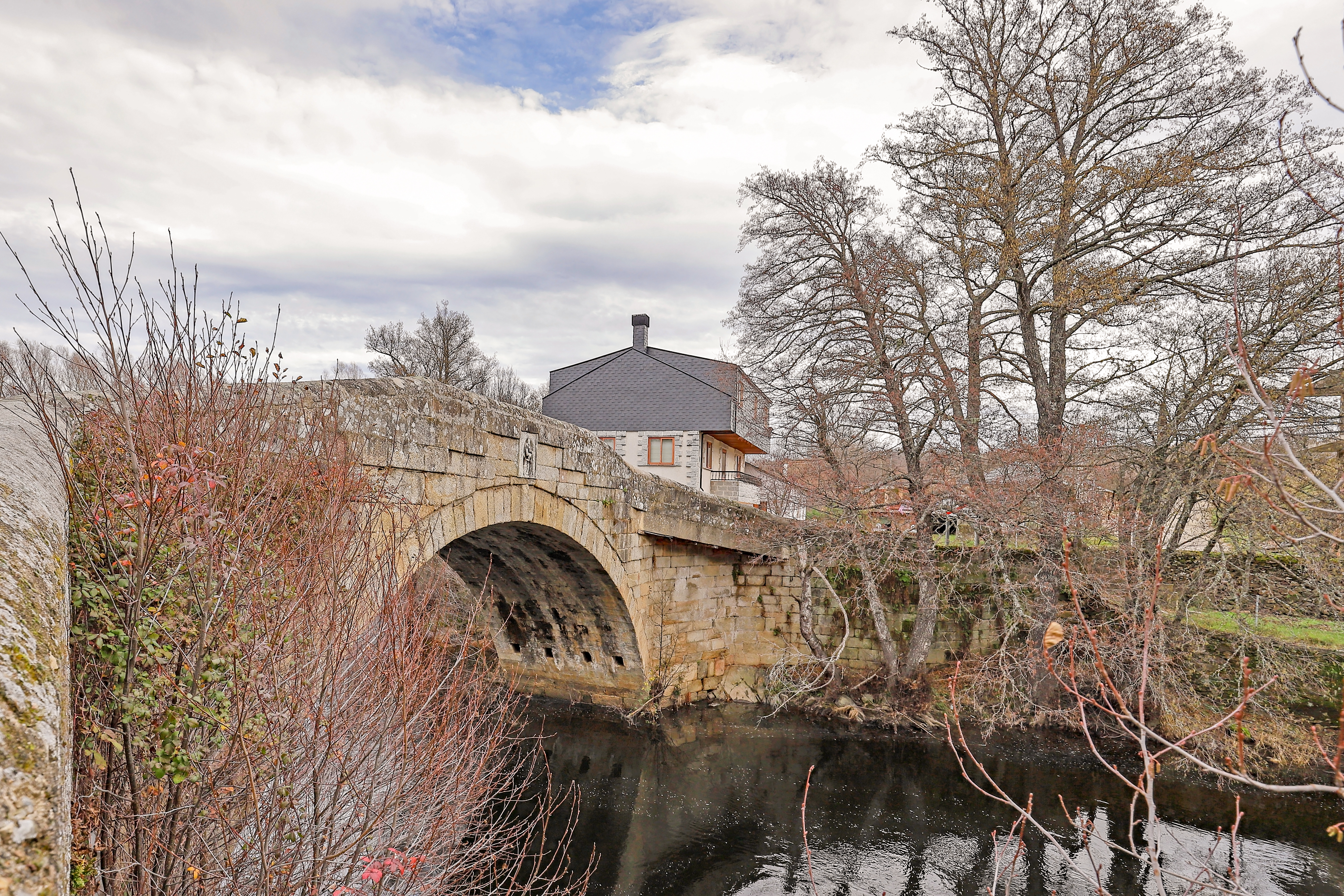
Puente medieval

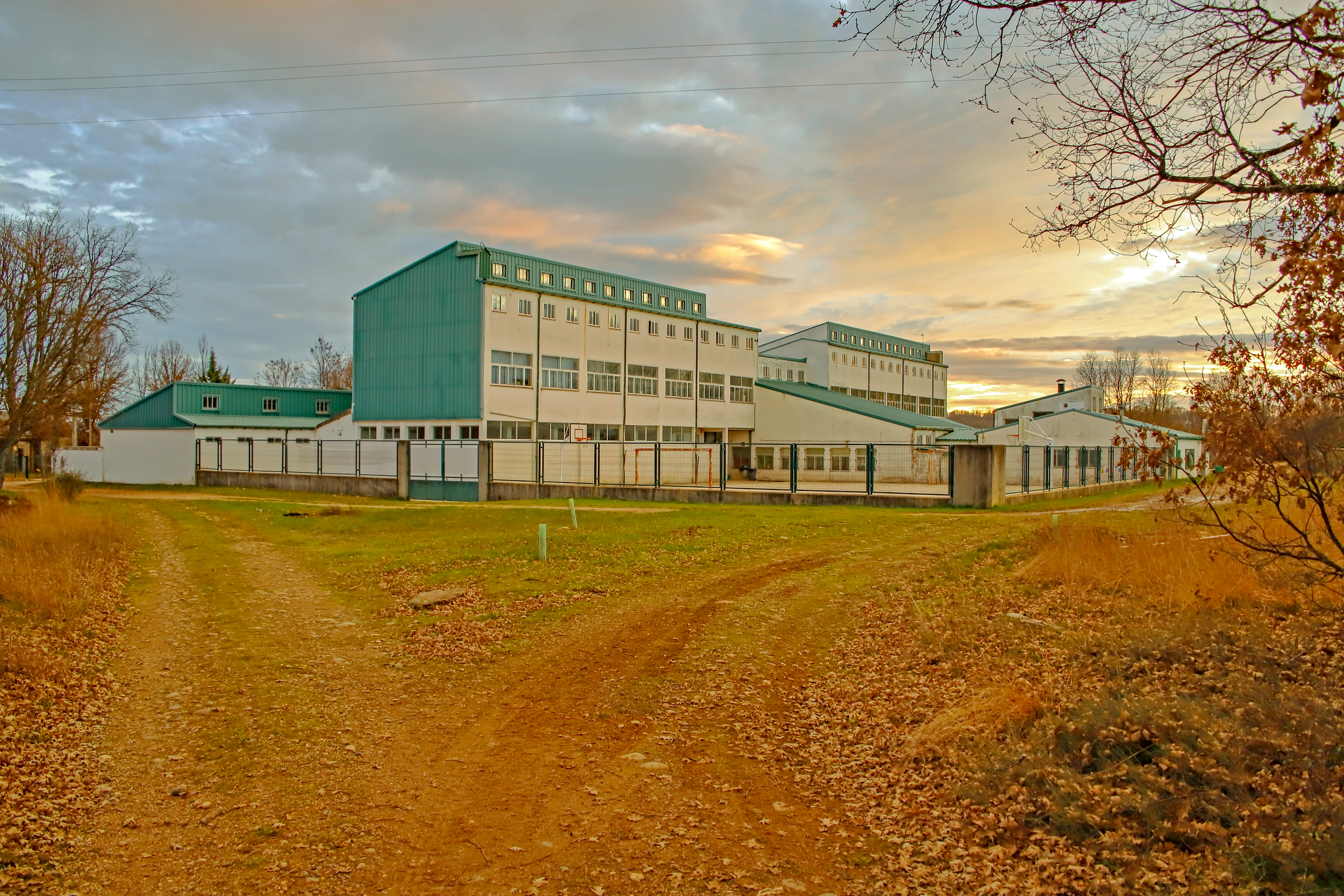
CEIP Monte Gándara

El Puente (en senabrés La Ponte) es una localidad del municipio español de Galende, en la provincia de Zamora, comunidad autónoma de Castilla y León.
Se encuentra situada al noroeste de la provincia de Zamora, a 116 km de la capital provincial, dentro de la comarca natural de Sanabria. Pertenece al municipio de Galende, junto con las localidades de Cubelo, Galende, Ilanes, Moncabril, Pedrazales, Rabanillo, Ribadelago, Ribadelago Nuevo, San Martín de Castañeda y Vigo.
Su casco urbano se encuentra rodeado por los ríos Tera y Truchas, lo que proporciona una magnífica ribera, en la que destaca el puente del siglo XVIII que da nombre a la localidad. Además, su término forma parte del parque natural del Lago de Sanabria, espacio natural protegido de gran atractivo turístico, en el que se encuentra el mayor lago de origen glaciar de la península ibérica, con 318,7 ha y una profundidad máxima de 53 m.

## Geografía física

### Ubicación
Se encuentra situada al noroeste de la provincia de Zamora, dentro de la comarca de Sanabria, ocupando un territorio que en es limítrofe con Portugal, Galicia y la provincia de León. Pertenece a la unidad natural homogénea denominada "Valle de Sanabria", un extenso valle alargado que, con dirección noroeste-sureste, en sus cotas más bajas es recorrido por el río Tera. El valle está delimitado por las sierras de la Cabrera Baja y la Cabrera al norte, la sierra de la Culebra al sur, la sierra Segundera al oeste, mientras que al este se abre hacia el territorio más llano de La Carballeda, preludio de la depresión del Duero. Pertenece al municipio de Galende, junto con otras nueve localidades.

### Geología
Se encuadra en un territorio con valores geográficos de gran interés, en el que destacan las huellas que han dejado los glaciares, como el Lago de Sanabria y las numerosas lagunas de la sierra, así como una flora y fauna muy especial y excepcionalmente variada.

### Clima
El Puente de Sanabria y el valle de Sanabria, o si se quiere la comarca de Sanabria, se encuentran situadas en un territorio fronterizo con influencias tanto mediterráneas como atlánticas. En este sentido, dos de las sierras que rodean el valle, concretamente las sierras Segundera -por el oeste- y Cabrera -por el norte-, marcan el límite entre el clima atlántico y mediterráneo, convirtiendo a Sanabria en un territorio de transición climática. De esta forma, tienen especial importancia las diferentes orientaciones de las cimas, laderas y valles de este territorio, al ser este el factor determinante de que predomine uno u otro de los dos ambientes. El predominio atlántico estará presente en las laderas con orientación norte y oeste, mientras que las de exposición sur y este serán de predominio mediterráneo. A todo lo anterior hay que unir las condiciones extremas de las altas cumbres, donde han sobrevivido y evolucionado especies desde hace más de 10 000 años.
En el término municipal de Robleda-Cervantes hay un observatorio meteorológico de la Agencia Estatatal de Meterología (AEMet), que recoge los datos térmicos, pluviométricos y eólicos. De todos ellos destacan las intensas heladas del invierno, con temperaturas que alcanzan con facilidad los -15 °C, y la elevada pluviometría, con abundantes lluvias y nevadas.

## Historia
A finales del siglo XII se constata un fuerte desarrollo económico en el valle de Sanabria. Esta es la época en la que surgió El Puente como localidad vinculada al intercambio comercial, es decir, como lugar en el que existía un importante mercado de productos. Su primera mención documental se ha situado entre los años de 1181 y 1207, siendo por tanto su fundación de fecha anterior. Durante esta época, El Puente careció de personalidad jurídica, por lo que estaba sujeta a Puebla de Sanabria, como el resto de localidades de su alfoz. La posición de El Puente en el valle se debió ver favorecida en 1220, año en el que el rey Alfonso IX de León otorgó a Puebla y su alfoz un fuero propio en el que, entre otros temas, se hizo referencia expresa a los mercaderes.
Durante la Edad Moderna, El Puente fue una de las localidades que se integraron en la provincia de las Tierras del Conde de Benavente y dentro de esta en la receptoría de Sanabria. No obstante, al reestructurarse las provincias y crearse las actuales en 1833, El Puente pasó a formar parte de la provincia de Zamora, dentro de la Región Leonesa, la cual, como todas las regiones españolas de la época, carecía de competencias administrativas. Un año después El Puente fue adscrita al partido judicial de Puebla de Sanabria, como el resto de localidades del municipio de Galende.
Tras la constitución de 1978, El Puente pasó a formar parte en 1983 de la comunidad autónoma de Castilla y León, en tanto localidad perteneciente a un municipio integrado en la provincia de Zamora.

## Patrimonio
De entre sus edificios, destaca la iglesia de Nuestra Señora del Puente. Esta, consta de tres naves construidas con granito y piedra del país, y separadas entre sí por columnas y arcadas de medio punto, lo que permite que la nave central tenga mayores dimensiones. De su exterior sobresale la espadaña de un único cuerpo de campanas, las puertas apuntadas a los pies y el arco del vano de acceso desde el atrio. En su interior se puede observar un retablo policromado con tallas de santos y apóstoles como Santa Apolonia o San Judas Tadeo, a los que en esta localidad se les tiene gran devoción.
Destaca también su puente, construido en 1726 después de que el anterior puente, probablemente medieval, sobre el río Tera, fuera derruido por el ejército portugués en 1725. Del mismo modo destaca el Santuario de Nuestra Señora, humilde ermita situada en los márgenes del Tera, y un crucero granítico situado en la plaza de la localidad en el que aparecen las figuras del Crucificado y la Virgen.
Su arquitectura popular es muy similar al de la comarca de Sanabria, donde las viviendas son clasificadas atendiendo a tres criterios: por células independientes, agrupaciones de casas o parcelaciones medievales, diferenciando entre viviendas de tipo funcional o formal con corredor abierto o cerrado, galería abierta o cerrada. La vivienda es, por tanto, además de "utensilio y unidad de trabajo", el lugar donde se realizan las funciones más elementales y en las que encontramos las siguientes características:
- Exterior: La vivienda en su exterior suele ser de volumen regular y formas desordenadas. Los vanos, puertas y ventanas son de reducidas dimensiones, adaptándose a las necesidades de los usuarios y a las condiciones climatológicas. Los muros son de piedra de sillar o mampuesto. El uso de bloques gigantescos no pretende la ostentación formal, sino demostrar la cohesión existente en el interior de la comunidad. También, en ocasiones, pueden aparecer elementos decorativos en trozas o dinteles.
- Interior: Está en relación con las características de la vivienda. Así, el espacio se organizará atendiendo a que sea una casa de planta baja o de alto y bajo con corredor o sin él.

## Cultura

### Acontecimientos culturales y deportivos
El segundo fin de semana de julio tiene lugar en El Puente la concentración internacional de motos "Lago de Sanabria". El evento atrae a moteros de toda la península ibérica y de países europeos como Alemania, Francia, Polonia y Suiza. Junto a la concentración se organizan exposiciones, exhibiciones, actuaciones acrobáticas y musicales que atraen a numeroso público, lo que hace que la población de esta localidad se multiplique varias veces durante el citado fin de semana. La concentración comienza el viernes por la tarde con la inscripción y se clausura el domingo por la mañana tras la entrega de trofeos y las correspondientes actuaciones de cierre programadas.
Durante el mes de agosto tiene lugar un campeonato de fútbol sala al que acuden jóvenes y mayores de todos los rincones de la comarca, tanto participantes como espectadores. Este torneo se ha realizado desde 1979 todos los veranos. Las categorías en las que los equipos se pueden inscribir son: pre-benjamín, benjamín, alevín, infantil, cadete, juvenil, senior y veterano.

## Demografía
| Gráfica de evolución demográfica de El Puente (Zamora) entre 2000 y 2019                 |
|                                                                                          |
| Fuente: Instituto Nacional de Estadística de España - Elaboración gráfica por Wikipedia. |